# Marie Lehmann

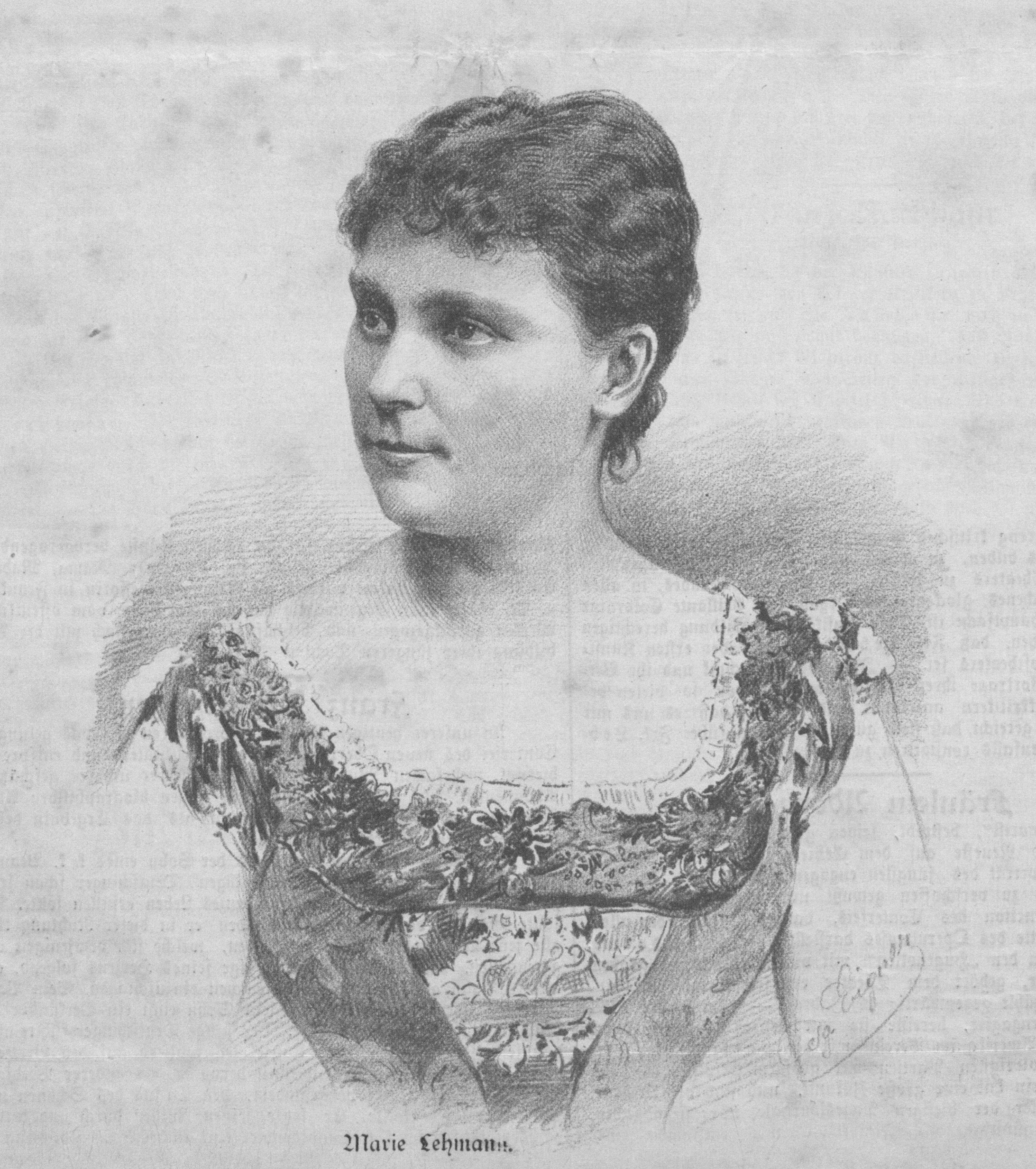
Marie Lehmann im Jahre 1885

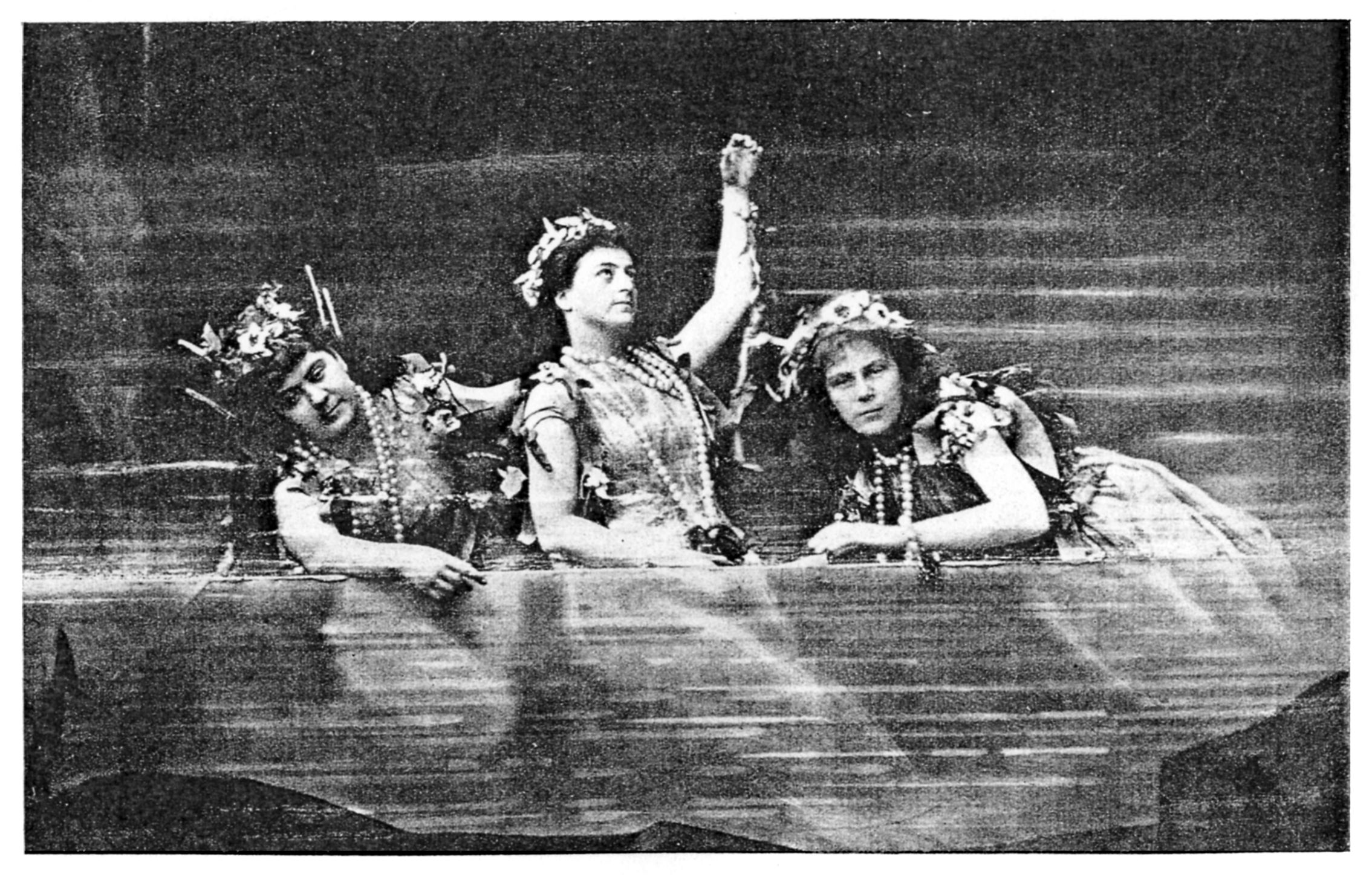
Die Rheintöchter in Bayreuth 1876, in der ersten Aufführung von Wagners Der Ring des Nibelungen, von links: Minna Lammert, Lilli Lehmann, Marie Lehmann

Marie Lehmann (* 15. Mai 1851 in Hamburg; † 19. Dezember 1931 in Berlin) war eine deutsche Opernsängerin der Stimmlage Sopran und Gesangslehrerin. Sie hatte eine Koloratursopranstimme, doch trat sie auch in Bühnenwerken von Wagner auf, zum Beispiel in der ersten vollständigen Aufführung von Der Ring des Nibelungen bei den ersten Bayreuther Festspielen ab 13. August 1876.

## Leben
Marie Lehmann wurde als Tochter der Sopranistin Maria Theresia Löw und des Heldentenors Karl August Lehmann geboren. Ihre Schwester war Lilli Lehmann. Die Mutter unterrichtete beide Mädchen, als sie in Prag arbeitete, nachdem sie sich um 1853 von ihrem Mann getrennt hatte.
Lehmann debütierte an der Leipziger Oper 1867 als Ännchen in Webers Der Freischütz. Sie war dort zwei Jahre engagiert und pausierte dann zwei Jahre. Sie setzte ihre Karriere 1871 an der Hamburger Oper fort, sang ab 1873 an der Kölner Oper, an der Breslauer Oper ab 1878, am Deutschen Theater in Prag ab 1879, und schließlich an der Wiener Staatsoper von 1891 bis 1896. In Wien übernahm sie auch Mezzosopran- und Alt-Partien. Sie trat dort als Gast bis 1901 auf.
Ihr breites Repertoire umfasste Rollen in Mozart-Opern, wie Konstanze in Die Entführung aus dem Serail, Susanna in Die Hochzeit des Figaro, Donna Elvira in Don Giovanni, und die Königin der Nacht in Die Zauberflöte. Sie trat auch als Marzelline in Beethovens Fidelio, Leonore in Flotows Alessandro Stradella und Christine in Ignaz Brülls Das goldene Kreuz auf. Weitere Rollen waren Marguerite de Valois in Meyerbeers Die Hugenotten, Adalgisa in Bellinis Norma und Antonina in Donizettis Belisario. Sie trat sowohl in Verdi-Opern auf, zum Beispiel als Gilda in Rigoletto und Desdemona in Otello, als auch in Werken von Wagner, zum Beispiel als Senta in Der fliegende Holländer und Sieglinde in Die Walküre.
In Bayreuth sang Lehmann das Sopransolo in Beethovens Neunter Symphonie bei der Grundsteinlegung für das Bayreuther Festspielhaus 1872. In der Uraufführung des vollständigen Ring des Nibelungen bei den ersten Bayreuther Festspielen vom 13. bis zum 17. August 1876 übernahm sie zwei Rollen, die Rheintochter Wellgunde und die Walküre Waltraute. Die anderen beiden Rheintöchter waren ihre Schwester Lilli Lehmann und Minna Lammert. Die Szenen im Rhein spielten sie in einer Apparatur, die Wagner entworfen hatte und die schwierig zu verwirklichen war. Als die erste Szene geprobt wurde und schließlich gelang, dankte ihnen Wagner unter Freudentränen, wie der Regieassistent Richard Fricke in seinem Tagebuch schrieb. Lehmann trat noch einmal in Bayreuth auf, 1896 als Zweite Norn in Götterdämmerung.
Nach ihrem Abschied von der Bühne lebte Lehmann in Berlin, wo sie Gesangsunterricht gab. Sie starb dort 1931 im Alter von 80 Jahren und wurde neben ihrer zwei Jahre zuvor verstorbenen Schwester Lilli auf dem Friedhof Dahlem beigesetzt.
Ihre Tochter Hedwig Helbig (1869–1951) wurde Konzertsängerin und Assistentin von Lilli Lehmann.